# Il gatto (film)
Il gatto è un film del 1977 diretto da Luigi Comencini e interpretato, tra gli altri, da Ugo Tognazzi, Mariangela Melato, Michel Galabru, Dalila Di Lazzaro e Philippe Leroy, oltre all'inconsueta apparizione dello stesso Comencini.

## Trama
Gli avidi fratelli Amedeo e Ofelia Pegoraro hanno ricevuto in eredità un vecchio stabile in centro a Roma, nel quale abitano e dal quale traggono il loro sostentamento, incassando le magre pigioni dei vecchi appartamenti. Dopo aver ricevuto un'allettante offerta economica per la cessione del palazzo, a condizione che sia libero da persone e cose, cercano di convincere, con ogni mezzo a disposizione, gli inquilini a lasciare i loro appartamenti e trasferirsi altrove.
Operando una certosina attività investigativa, che non esclude la perquisizione degli appartamenti durante l'assenza degli occupanti allo scopo di ottenere informazioni con le quali ricattare gli affittuari e costringerli al trasferimento, i due fratelli hanno buon gioco nell'eliminare molti locatari. In un caso riescono persino a far arrestare un'insospettabile coppia di anziani concertisti, spesso assenti per le continue tournée all'estero, dopo aver scoperto che arrotondano gli stipendi trasportando droga.
Poco dopo riescono a far arrestare la tenutaria di una scuola di scacchi, in realtà tenutaria di una casa di tolleranza e portano alla luce loschi intrighi di mafia e corruzione che coinvolgevano altri inquilini, tra cui il signor Garofalo e un uomo tedesco dedito a rapporti diplomatici per mezzo di una macchina telescrivente. Anche la bella Wanda, segretaria di un importante uomo d'affari, risulta implicata in una storia di ricatti e mazzette ed è costretta a fuggire. Il sacerdote Don Pezzolla, di cui Ofelia è invaghita, viene invece trasferito dalla curia a seguito di lettere anonime spedite da Amedeo, mentre il proprietario di una sartoria ubicata nello stabile finisce in manette, a seguito di una denuncia di Ofelia, per il mancato versamento agli Enti previdenziali dei contributi a beneficio dei dipendenti.
Amedeo e Ofelia mostrano di essere candidamente privi di ogni scrupolo morale e mantengono un infantile comportamento reciprocamente ostile e dispettoso, ma la loro alleanza e determinazione nel perseguimento del comune obiettivo è incrollabile ed efficace. Il raggiungimento dell'agognato traguardo è impedito però dal ritorno di Wanda, che, dopo l'arresto di Garofalo e del ricco uomo d'affari, non si sente più minacciata.

## Produzione
A metà del film Dalila Di Lazzaro bloccò le riprese perché non voleva girare una scena sotto la doccia senza gli slip. II motivo era personale e non voleva raccontarlo: si era depilata il pube, a causa di una scommessa persa con il suo compagno. Alla fine si arrivò a un compromesso: la scena sotto la doccia fu girata mostrando alla cinepresa la schiena, ma gli slip l'attrice dovette toglierseli. Tognazzi mandò la sarta a spiare, così il segreto fu svelato.

## Colonna sonora
Le musiche del film furono curate da Ennio Morricone. L'album con i brani uscì nello stesso anno.

## Riconoscimenti
- 1978 – David di Donatello
  - Migliore attrice protagonista a  Mariangela Melato